# Rouchovany
Rouchovany település Csehországban, a Třebíči járásban. Rouchovany Horní Kounice, Rešice, Tavíkovice, Dukovany, Hrotovice, Litovany, Slavětice és Přešovice településekkel határos. Lakosainak száma 1185 fő (2024. január 1.).

## Népesség
A település lakosságának változását az alábbi diagram mutatja:
| Lakosok száma | 1393 | 1353 | 1547 | 1303 | 1201 | 1101 | 1187 | 1179 | 1161 | 1185 |
|               | 1869 | 1890 | 1921 | 1950 | 1980 | 2001 | 2017 | 2019 | 2022 | 2024 |